# Aimé Picquet du Boisguy
Aimé Picquet du Boisguy   (Fougères, 15 de març de 1776 - París, 25 d'octubre de 1839) fou un soldat francès i un general de Chouan durant la Revolució Francesa.

## Biografia
Encara un adolescent quan va començar la Revolució Francesa, Aimé Picquet du Boisguy es va distingir per un compromís reialista primerenc. Als 15 anys, es va unir a l'Associació Bretona i es va convertir en ajudant de camp d'Armand Charles Tuffin de La Rouërie. Als 17 anys va participar al Gir de galerna al costat dels Vendéans i després va prendre el lideratge als Chouans del Pays de Fougères i Vitré. Als 19 anys, va ser ascendit a brigadier dels exèrcits del rei i general-tinent de l'exèrcit catòlic i reial de Rennes i Fougères.
Líder actiu i bon tàctic, Boisguy va convertir el Pays de Fougères i el Vitré en els establiments més importants dIlle-et-Vilaine i un dels principals de Bretanya. Comanda directament fins a 5.000 homes, disciplinats, ben organitzats, de vegades vestits amb uniformes però obstaculitzats per la manca de cavalleria i sobretot per una absència total d'artilleria.
El 1795, es va negar a signar el tractat de Mabilais, però malgrat diverses victòries es va veure obligat a acceptar la pacificació de 1796, després la de 1800, sent cada vegada l'últim general de Chouan a deixar les armes.
Després de la pacificació, es nega a unir-se a l'exèrcit imperial i viu pacíficament a París sota l'Imperi. Va reprendre el servei el 1816, durant la Restauració i va rebre el comandament del departament de les Ardenes com a mariscal de camp. El 1830, es va negar a unir-se a la monarquia de juliol, però no va participar en la insurrecció de 1832. Es retirà i es retirà a París, on morí de gota el 1839.

## Historiografia

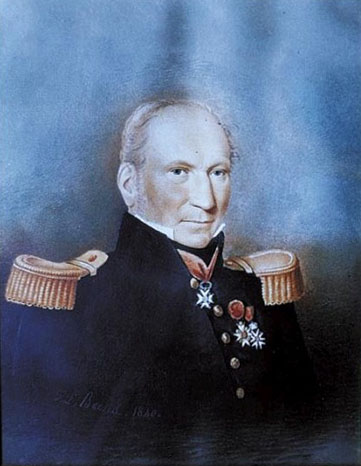
Retrat de Toussaint du Breil de Pontbriand

La primera menció d'Aimé Picquet du Boisguy apareix el 1809 a Histoire de la guerre de Vendée et des Chouans escrita per l'historiador Alphonse de Beauchamp, de tendència republicana moderada:
| « | <"“Boisguy només tenia disset anys quan es va convertir en líder del partit. Sense educació com sense principis, sense cap coneixement de l'art de la guerra, però intrèpid caçador, s'havia distingit per nombroses victòries sobre els senglars del bosc. Una valentia natural li va servir i no va trigar a distingir-se per la temeritat més cega. Du Boisguy menyspreava les tàctiques militars, marxava al capdavant de la seva tropa sense por a les emboscades ni a les conseqüències d'un compromís amb forces superiors; algunes gires reeixides aviat li van valer la reputació d'un cap temible. | » |

 El 1829, Honoré de Balzac va publicar la novel·la Les Chouans que té lloc al país de Fougères. Balzac va a l'escena i s'inspira en anècdotes locals per al seu llibre.
El 1842, el coronel Toussaint du Breil de Pontbriand, company d'armes, amic i cunyat d'Aimé du Boisguy, tenia la intenció de corregir els comptes anteriors i va escriure les seves memòries sobre la chouannerie. Ajudat per les notes d'altres oficials de Chouan, Pontbriand se centra menys a escriure una autobiografia que a relatar la guerra a les terres de Fougères i Vitré.

Així doncs, Guy Aubert Trégomain, antic oficial reialista a l'oest d' Ille-i-Vilaine, va escriure el 10 de gener de 1843:
| « | "“Trobo que les teves reflexions són perfectament correctes, estimat Pontbriand. Tanmateix, veig que encara no esteu segur de què fer. Tanmateix, ens envelleixen i, després de nosaltres, no tindrem res més precís sobre els fets que admeteu que ja estan desfigurats pels qui van intentar escriure la seva història. En cap lloc hem lluitat amb tanta valentia com als municipis de Fougères i Vitré. El que hem fet a Morbihan no és res en comparació, i, tanmateix, ningú no fa res a du Boisguy, que ha demostrat tanta valentia i energia, la justícia que li correspon. La vostra memòria ompliria admirablement aquest buit. No us dono tanta importància que el llibre pugui ser llegit per la gent. La gent gairebé no llegeix i, a més, la generació actual està mal disposada a aquesta lectura. És a la història que m'agradaria que l'heroisme d'aquesta lluita, emprès i sostingut amb perseverança per una població sense recursos, es presentés a l'admiració de la posteritat." | » |

 Les memòries de Pontbriand no es van publicar fins al 1897. Tanmateix, les seves notes van ser recollides per historiadors realistes com Jacques Crétineau-Joly el 1842 i Théodore Muret el 1851.

A la fi del segle xix, Theodore Lemes, sotsprefecte de Fougères,, republicà, pretén respondre a la historiografia blanca inclinats sobre els arxius comunals de les Fougères i els del departament d'Ille i Vilaine al compte informes dels administradors republicans. Va publicar els seus escrits al Chronique de Fougères, una revista de tendència republicana i radical, sota el pseudònim d'Old Researcher, abans de publicar-se el 1895 amb el títol Un district breton. Encaixant en la historiografia blava, Lemas evoca una població aïllada, ignorant, pobra i fanàtica, sota la dominació de nobles i sacerdots. En la seva obra, acusa Boisguy i els Chouans de crueltat i robatoris i denuncia:
| « | "La guerra partidista que ha unit al nom d'Aimé du Boisguy sobretot una cruenta i cruenta reputació que els documents i documents autèntics només confirmen." | » |

 Al seu torn, el vescomte Christian Le Bouteiller, que forma part de la historiografia contrarevolucionària, té intenció de respondre a Lemas, consultant també els arxius, publica un considerable estudi de 159 articles sobre la Chouannerie al Journal de Fougères, tendència monàrquica i catòlica, del 1892 al 1895. Va ser ajudat en la seva obra per un altre historiador de Fougères, Emile Pautrel.

El vescomte Christian Le Bouteiller destaca el seu coneixement del país:
| « | "En resum, he conegut els descendents propers dels companys de Jean Chouan; Fins i tot coneixia alguns dels seus companys; Els vaig veure de prop i això va ser suficient per no dubtar en concloure: aquests homes, criats per defensar la causa de la religió i del rei, eren persones dignes d'estima i respecte, gent honesta, devota i bona, en cap cas semblant als fantasiosos Chouans de la novel·la de Balzac, ni als monstruosos bandolers representats per Lemas i els historiadors sectaris." | » |

 Finalment, Paul-Marie du Breil d'Pontbriand va publicar una biografia hagiogràfica de Boisguy a principis del segle xx.

## Descripció física i trets de caràcter
A les seves memòries, el coronel de Pontbriand escriu:
| « | "Aimé du Boisguy tenia un caràcter alegre, franc i obert; a una valentia que no es podia superar, va unir la prudència en ocasions importants. Tenia una mirada aguda i va saber, en un instant, com triar posicions favorables per col·locar les seves tropes i aprofitar el terreny. Tranquil al mig de l'acció, seguia amb atenció els moviments de l'enemic, donava les seves ordres amb precisió i, si el veia tremolar o incert, cridava: "És hora, amics, seguiu. -me! Són nostres! "I el primer, es va precipitar sobre ells" «Les calúmnies més atroces es van estendre sobre els líders reialistes, i sobretot sobre Boisguy, pels ferotges jacobins, que mai no van escatimar cap dels reialistes que va caure a les seves mans; no obstant això, la humanitat d'aquest líder està provada en multitud de circumstàncies i el nombre de presoners que van ser trobats a les files de la seva divisió i a tots els exèrcits reials, en el moment de la pacificació, testimonia prou com tots van ser retirats per prendre represàlies quan poguessin evitar-ho sense ferir el seu partit." | » |

 Pel que fa a la descripció física que Paul-Marie du Breil de Pontbriand fa d'Aimé du Boisguy, la següent descripció el 1793:
| « | "Acabava de complir 17 anys feia dos dies. En aquella època era un jove robust, d'una alçada una mica per sobre de la mitjana, aproximadament 1,73 m; cabells i celles negres; Ulls marrons; la barba, probablement no n'hi havia, però més tard també va ser molt fosca; la pell, però, era clara i vermella; el nas força fort de les naturaleses amb força i enèrgiques; la cara rodona i somrient, amb un aire d'home segur; el llavi superior i les cantonades de la boca lleugerament alçades, que mostren energia i de vegades també poden expressar menyspreu; en tot aquest conjunt, un estrany segell de distinció." | » |

 El 6 de març de 1800 el certificat de reingrés de du Boisguy dona una descripció d'un oficial republicà:
| « | "Jo, el sotasignat, comandant del districte, atesto i certifico que el nomenat Aimé-Casimir Picquet, natural de Fougères, amb domicili a Parigné, de 24 anys, alçada 5 peus 2 polzades i mitja, cabells, barba i celles negres, ulls de pèl fosc, nas gran, boca mitjana, llavi superior una mica aixecat, cara rodona bastant vermella, que anava a París, em va donar un bon rifle de munició aquest dia 15 Ventôse any VIII i va signar; Aimé-Casimir Picquet". | » |

## Família

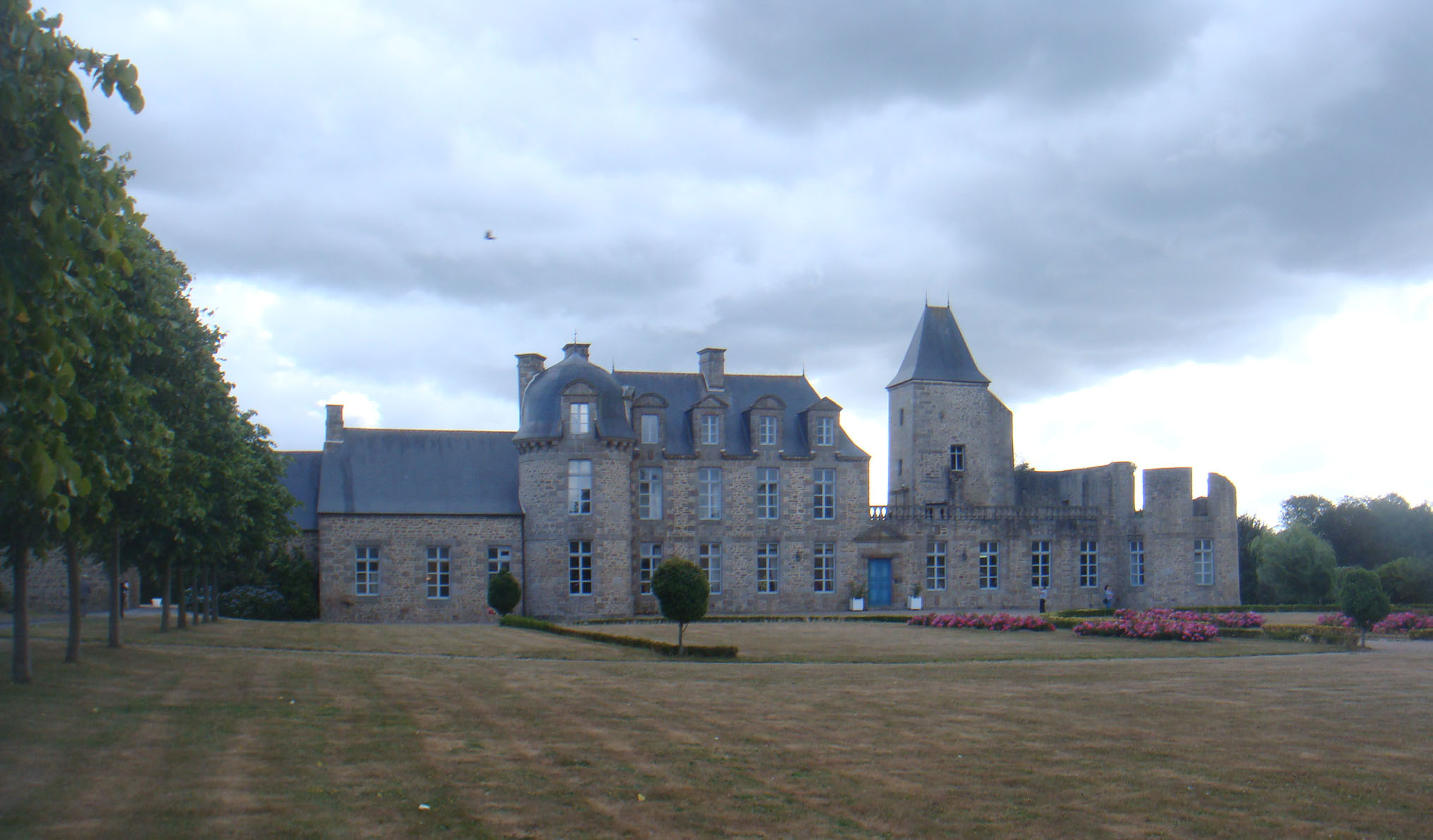
Castell de Bois-Guy, llar de la família Boisguy

Aimé Picquet du Boisguy va néixer a Fougères el 15 de març de 1776 a la mansió propietat de la seva família; fou batejat el mateix dia a l'església de Saint-Léonard de Fougères. Prové d'una notable família adscrita al Parlament de Bretanya, dividida en dues branques, la més gran de La Motte i la més jove de Mélesse i Boisguy. És fill de Bonne Joséphine Françoise du Boislebon i d'Alexandre Marie Picquet du Boisguy, i és el més jove d'una família de cinc fills, per no mencionar diverses morts a la infància: Joséphine Bonne Charlotte, Colette Appoline Marie, Guy Marie Alexandre i Louis Marie. La família viu al Château du Bois-Guy, a la parròquia de Parigné, però també posseïa el castell de la Bécannière a Javené.
Per consell del seu besoncle Toussaint-Guillaume Picquet de La Motte, els pares d'Aimé pretenien que el seu fill servís a la marina reial. Després de graduar-se a Rennes, l'estimat Boisguy es prepara el 1789 a l'edat de 13 anys per entrar al guàrdia-marina de Brest quan arribi la revolució i el fa interrompre els estudis.

## L'Associació Bretona
El 1791, el general Armand Tuffin, marquès de La Rouëri, va fundar l'Associació Bretona per oposar-se a la Revolució Francesa. El marquès, natural de Fougères, és un dels coneguts de la família Boisguy, va veure ràpidament les habilitats d'Aimé du Boisguy, tal com informa Toussaint de Pontbriand:
| « | "M. Le Marquis de la Rouërie, amic de la família, havia concebut el pla de la més vasta conspiració que s'havia format durant els nostres problemes, i sovint discutia els seus projectes davant seu. L'ardent ànima del jove escoltava amb entusiasme aquests discursos; la seva sang bullia al recital de les indignacions amb què es regava el rei i la família reial; va prometre envellir, per tenir la força necessària per lluitar contra els seus enemics. El marquès li va dir un dia: "No us preocupeu, Aimé, aviat us posaré en condicions d'exercir el vostre coratge, sereu el meu ajudant de camp". "Aquesta va ser la paraula que va decidir el seu destí." | » |

 Als 15 anys, Boisguy es va unir a la conspiració i es va convertir en comissari i comandant de cavalleria a Fougères.
Durant la Revolució, el pare d'Aimé, Alexandre-Marie Picquet, cavaller, senyor "alt i poderós" de Boisguy, va ser arrestat per un motiu desconegut i empresonat. Va morir el dia 7 de gener de 1794 a la presó de Gentilly. A principis de 1793, Guy Picquet du Boisguy, el germà gran d'Aimé, va marxar cap a l'emigració. El mateix any, la seva germana Joséphine i d'Argencé, el seu marit, van ser arrestats i empresonats.
No obstant això, la conspiració va ser desmantellada després de la traïció de Valentin Chevetel i la retirada de les tropes de la coalició després de la batalla de Valmy. La Rouërie, obligada a passar a la clandestinitat, va caure malalta i va morir el 30 de gener de 1793 al castell de Guyomarais a Saint-Denoual. Lalligand-Morillon va fer exhumar el cos del marquès i li va tallar el cap abans d'arrestar desenes de conspiradors gràcies a les indicacions de Chevetel. El 18 de juny, dotze membres de l'associació van ser guillotinats a París. Tanmateix, Thérèse de Moëlien de Trojolif, cosina de La Rouërie, va tenir temps, poc abans de la seva detenció i execució, de destruir la llista d'associats. Gràcies a ella, Boisguy, així com la majoria dels conspiradors, van escapar de la investigació.

## La insurrecció de març de 1793

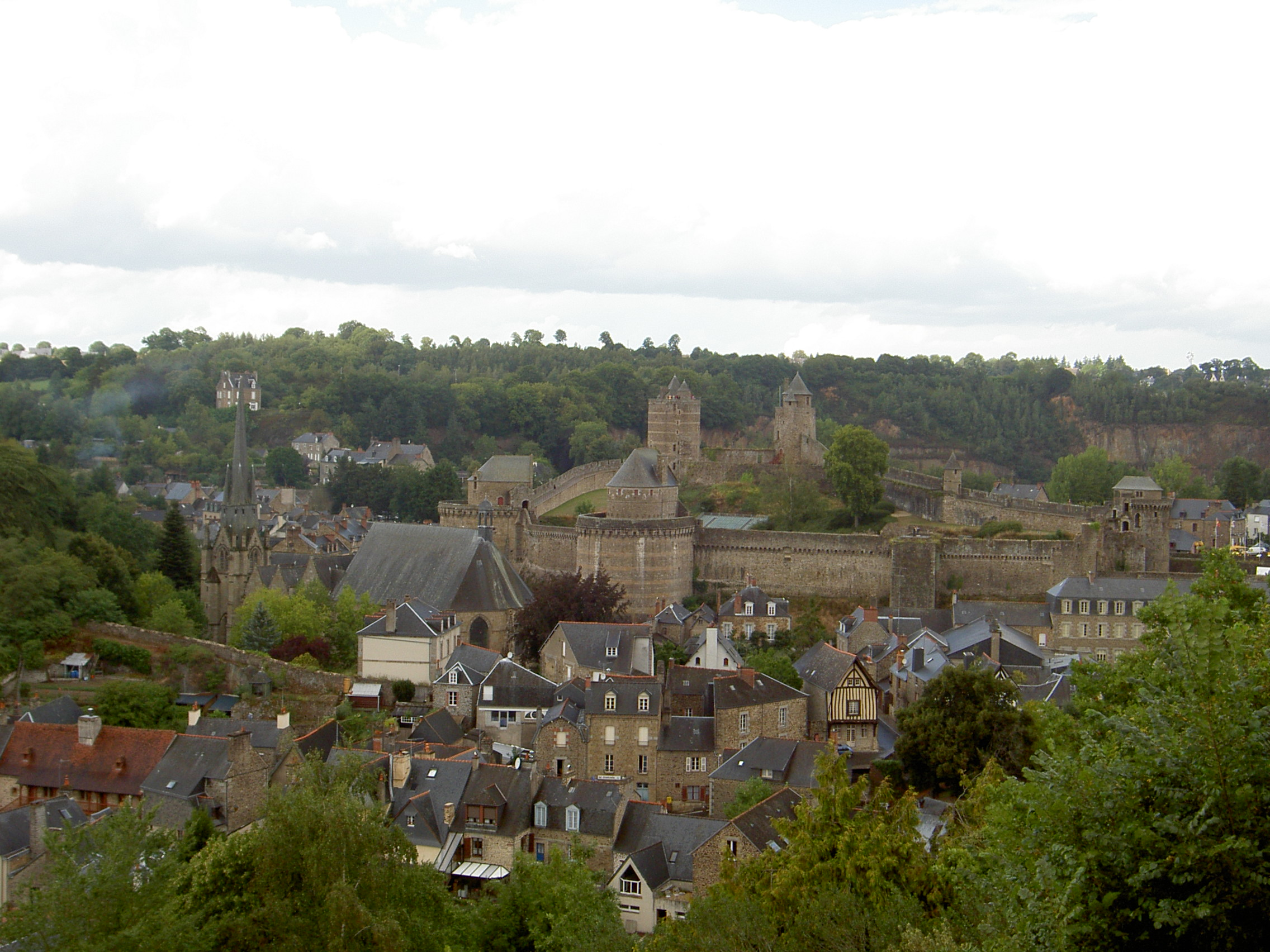
El castell de Fougères, va servir com a presó i la cort hi va estar durant la Revolució

### La revolta de Sant Josep
Però dins el març de 1793 apareixen nous problemes. El matí del 19 de març, els camperols del Pays de Fougères, ja exasperats per les detencions de sacerdots refractaris, es revolten contra la reclutació com a part de la gravació massiva. Es van aixecar vint parròquies i es van reunir 4.000 camperols a Fleurigné. A Laignelet, el sacerdot constitucional és maltractat i el seu presbiteri saquejat, a Landéan es fa presoner un comissari. A Parigné, Boisguy, sorprès per la revolta, surt acompanyat del seu guardaespatlles Decroix, per tal d'assabentar-se dels fets quan es troba amb joves camperols de Parigné que van a la concentració, exclamen: "Ah, aquí teniu el nostre petit senyor: serà el nostre general". Boisguy els segueix armats només amb un pal i aviat se li uneix el seu germà Louis.
El 19 de març, a les 5 del matí, una columna de 60 guàrdies nacionals, acompanyats d'una peça de canó, va deixar Fougères i es va dirigir cap a Fleurigné per reclutar, però envoltats dels camperols, els patriotes van ser capturats. Els insurgents s'apoderen de les armes, però no les conserven durant molt de temps, poques hores després, són atacades per un batalló de 300 Caçadors de a peu. Davant d'aquests soldats d'elit, els camperols van fugir, deixant presoners i 3 homes assassinats, contra ningú pels republicans, i abandonant les seves armes i els seus presoners.
Menats per Julien Bossard, l'alcalde de Landéan, els camperols decideixen marxar a Fougères. Per a la seva defensa, el lloc compta amb 400 guàrdies nacionals i una vintena de gendarmes, mentre que els patriotes calculen en no menys de 7.000 homes el nombre de rebels al districte. No obstant això, els representants de la missió Billaud-Varenne i Sevestre al seu pas, van iniciar negociacions amb els insurrectes, un dels seus líders, Trauroux de Kermarec els va dissuadir d'atacar una ciutat tan fortificada, de manera que van enviar set delegats al lloc per demanar la fi del reclutament. Al final de llargues discussions, els patriotes acaben acordant continuar reclutant. Però aquesta declaració no convenç a tots els insurrectes, a les set del vespre, intenten entrar a la ciutat. Els guàrdies nacionals obren foc, disparen canons i empenyen els camperols que van deixar dos morts, molts ferits i presoners contra uns pocs ferits pels patriotes.

### Repressió
Després de la seva derrota, els camperols es van dispersar, però el 20 de març l'alcalde del poble de Parcé, el seu germà i un altre patriota van ser afusellats pels insurgents. Els republicans van llavors a la repressió. Reunint 600 guàrdies nacionals de les comunes patriòtiques del país de Fougères i els seus voltants, els patriotes van recuperar el control de les parròquies insurgents, van participar en algunes escaramusses i van capturar diversos camperols. El 24 de març es va sufocar la insurrecció, en total els camperols van perdre 15 homes morts i un centenar de presoners. Llavors es crea una comissió militar per jutjar els rebels, diversos són condemnats a mort. El 13 d'abril, la guillotina va operar per primera vegada a Falgueres i decapita 10 persones, la majoria executades per la mort de l'alcalde de Parcé, d'altres van ser afusellades però no se sap el seu nombre, 59 presoners més van ser alliberats, altres van ser condemnats a detenció, inclòs Bossard, i tancat al castell de Fougères. Aleshores, el 21 de maig, van ser jutjats 27 presos, 4 d'ells, inclosa una dona, van ser condemnats a mort i van ser guillotinats l'endemà. Entre ells, un dels cuiners, Julien Auguste Le Tanneur des Villettes, el cap del qual es mostra al campanar de Landéan.
Finalment, el tribunal va condemnar a dotze persones <in absentia>, incloent Aimé, Louis, Colette Picquet du Boisguy, així com la seva mare, Decroix i altres líders; Michel Larcher-Louvière i La Tuolais.

Gràcies a la complicitat del municipi de Parigné, la mare i la germana de Boisguy aconsegueixen amagar-se durant un mes al seu propi castell abans de ser denunciades. Poden fugir a temps, però els nou membres de l'ajuntament són arrestats i executats. Després, els germans Boisguy s'amaguen durant sis mesos que s'amaguen amb alguns desertors i refractaris al bosc de Falgueres, Toussaint du Breil de Pontbriand escriu sobre aquest període:
| « | "La trista vida que porten els proscrits de Fougères i Vitré […] no ofereix res digne a la història; el seu nombre augmentava cada dia de tots els refractaris; però què passa amb les persones desafortunades amagades al fons de passatges subterranis excavats als boscos i que només podien sortir a la nit a buscar menjar; les persecucions continuades de nombrosos destacaments d'enemics que cobreixen el país? Alguns casos parcials, actes de venjança privada contra denunciants o una ferotge freda per part dels republicans, són els únics fets que podrien aportar, i els detalls dels quals ni tan sols se n'han conegut. | » |

## Gir de galerna
El 20 d'octubre de 1793, els germans Boisguy s'assabenten que els vendeans de l'exèrcit catòlic i reial, de 25.000 efectius, van creuar el Loira. Immediatament van reunir 260 refractaris del país de Fougères que els van reconèixer com a líders i es van dirigir al bosc de Pertre, on es van unir a les bandes del país de Vitré el dia 23, dirigides per Louis Hubert i el cavaller de la Hardonnière, i als mainiots. de Jean Chouan i els germans Pinçon.
A proposta d'Aimé du Boisguy, la tropa, amb uns 800 homes prou forts armats, marxa a La Gravelle defensada per 200 soldats, per tal d'obtenir més armes. Dues dones, enviades com a exploradores durant el dia, tornen i afirmen que tot és normal, a més, les informen que Laval va caure en mans de Vendéans el 22 d'octubre. Els reialistes es van dividir en tres grups i van atacar durant la nit del 24 d'octubre. Però resulta que en realitat 1.600 soldats republicans comandats pel general Augustin de Lespinasse ocupen la ciutat. De fet, són fugitius de la batalla de Laval van arribar al vespre, esgotats i desmoralitzats, gairebé tots estaven adormits en el moment de l'atac i no van poder resistir. Creient que tractaria amb tot l'exèrcit de la Vendée, els blaus van deixar les armes sense lluitar. El mateix Aimé du Boisguy captura el general Lespinasse que es rendeix contra la promesa de vida dels seus homes. En un instant 1.200 soldats republicans van ser fets presoners, els altres 400, dispersos a les granges dels voltants, van poder escapar. Els reialistes guanyen 1.200 rifles durant l'operació, així com 32 cavalls. Els presoners republicans són alliberats i portats a Vitré contra el jurament de no tornar a lluitar mai a l'oest.
| «                                                       | "Molts camperols de Le Mans i Bretanya van venir a acompanyar-nos. Vaig veure arribar una tropa que cridava: "Visca el rei", portant un mocador blanc al final d'un pal. En poc temps van ser més de 6.000: aquesta trobada va rebre el nom de Petite-Vendée. Tots els insurrectes bretons eren reconeguts pel seu llarg cabell i la seva roba, la majoria fets de pell de cabra retallada amb els cabells. Van lluitar molt bé, però el país no es va revoltar del tot." | » |
| — Victòria de Donnissan de La Rochejaquelein, Mémoires. | |   |

Després d'aquesta victòria, Boisguy és el líder dels bretons, però l'entesa no era gaire bona entre els mainiots i els bretons que feien una banda apart. El 25 d'octubre, la petita tropa va fer la seva unió a Laval amb l'exèrcit reial i catòlic, però amb prou feines va arribar, els republicans van atacar, Boisguy es va llançar al combat i es va distingir durant la batalla de Croix-Bataille on va agafar a contrapeu les forces del general Westermann que són destruïdes.
Els germans du Boisguy i Jean Chouan van ser incorporats a les tropes del general La Trémoïlle. L'endemà es lliura la batalla d'Entrammes, on l'exèrcit republicà, per molt fort que sigui de 20.000 homes, és aixafat. Al final de la lluita, du Boisguy va rebre amb els seus homes les felicitacions públiques d'Henri de La Rochejaquelein, general en cap dels Vendeans.
El 2 de novembre, Mayenne va ser presa, Boisguy, va arribar a la ciutat, preocupat per la seva germana Joséphine, casat amb Urbain Marie le Febvre d'Argencé i empresonada amb el seu marit a les presons de la ciutat. Però resulten que ja no són al lloc, els republicans havien evacuat els seus presoners a Chartres. La segona germana i mare de Boisguy es van unir a l'exèrcit de Vendée a Mayenne. El 3 de novembre, durant la batalla de Fougères, Boisguy, per al seu retorn a la seva ciutat natal, guia la cavalleria de la Vendée que s'apodera del castell. A la ciutat presa, els reclutes realistes de Fougeres són posats sota les ordres del metge Hipòlit Putod. Boisguy va reclutar nombroses tropes i va rebre el rang de tinent coronel de l'exèrcit de Vendée, però se'l va considerar massa jove per formar part del consell de Vendée.
Aleshores, el 14 de novembre, els vendeans van assetjar Granville. Part de les forces de la Vendée van aconseguir entrar a la ciutat, Du Boisguy hi era al capdavant d'una tropa de 400 bretons de la Petite-Vendée, va lluitar dues hores als carrers de la ciutat però va patir pèrdues importants i finalment es fa retrocedir. L'atac a Granville va suposar un agre fracàs per als Vendeans que van haver de retirar-se.
El 16 de novembre, Boisguy formava part de les petites avantguardes que es van apoderar de Villedieu-les-Poêles, però el cos principal de l'exèrcit no va seguir-lo i va haver de recaure sobre Avranches. El 21 de novembre va lliurar la cruenta batalla de Dol. Els germans Boisguy van entrar a la terra amb 200 homes per tal d'obtenir pa quan van saber del començament de la batalla. Es van precipitar al lloc dels combats, van reunir primer 1.200 homes amb els líders de Vitré, després es van unir a La Rochejaquelein i La Trémoïlle que lluiten i aixafen les forces de Westermann, aquesta decisiva intervenció permet als Vendéans obtenir la victòria sobre un exèrcit de 22.000 republicans. L'endemà es pren Antrain. Després de la batalla, Boisguy va rebre les felicitacions del príncep de Talmont (Antoine-Philippe de La Trémoïlle).
No obstant això, els Vendéans decideixen tornar a casa contra la voluntat dels seus generals, aquesta mesura desmoralitza els homes de la Petite-Vendée que es dispersen durant la travessia de Fougères, Mayenne i Laval durant el viatge de tornada, no obstant això de Boisguy, que no té més de 250 homes al seu comandament, roman a l'exèrcit. El 3 de desembre, els Vendéans van atacar Angers per poder recuperar la Vendée militar, Boisguy va lluitar al peu de les muralles de la ciutat i una vintena dels seus homes van morir durant aquesta batalla, mentre que el seu germà es distingia intentant obrir-se pas porta de la carretera de Laval amb una destral amb una cinquantena d'homes.
La Rochejaquelein guanya la batalla de La Flèche i la batalla de Pontlieue i s'apodera de Le Mans. Però el 13 de desembre, els republicans van atacar la ciutat. La Rochejaquelein només pot reunir 3.000, inclosa la tropa de Boisguy, per repel·lir la primera ofensiva, però els Vendéans finalment són aixafats. La lluita té lloc en una gran confusió, els germans Boisguy només poden reunir 60 dels seus homes i sortir de la ciutat a les 9 del vespre, sentint la represa dels combats, hi tornen amb una vintena d'homes i lluiten fins a la Grand Place. Boisguy perd de vista el seu germà durant la batalla però aconsegueix escapar. Els ferits, les dones i els nens que queden enrere són massacrats pels republicans. El 15 de desembre, a Laval, Boisguy es va separar dels Vendéans i va tornar a la terra de Fougères. A la seva tornada, el seu grup de combatents només comptava amb 80 homes. Es retroba amb el seu germà el 17 de desembre, la seva mare i la seva germana Colette, que van romandre a la terra de Fougères, també van sobreviure a la Gir de galerna.

## La chouannerie (seguidors deJean Chouan)

### La terra de les falgueres
Lemas descriu el país de la següent manera:
| « | "Una revolta devia ser encara més terrible en aquesta regió, ja que la naturalesa semblava haver volgut crear la terra de Falgueres per a una guerra de sorpresa i emboscada. Cobert de turons escarpats i rocosos, el sòl es divideix en milers de camps de mida mitjana que estan tancats per alts terraplens. Sobre aquests terraplens es planten arbres forestals, faigs, castanyers, roures; als vessants, joncs, ginestes, esbarzers, tota mena de plantes espinoses. Cada camp és un campament arrelat, una autèntica fortalesa, i aquest conjunt de camps amb les seves vores d'arbres, vistos des de l'alçada, dona la perspectiva que desplega la idea d'un immens bosc sense fi. Entre aquests camps, per servir-los, corren petits camins sinuosos, de coster inclinat, en vessants, que, amagats sota el fullatge dels grans arbres, sempre són humits i inabordables a l'hivern. Cinc carreteres principals van creuar el districte de Fougères el 1793 i van relacionar la capital Rennes, Antrain, Saint-Hilaire-du-Harcouët, Ernée i Vitré. Aquestes carreteres estaven mal conservades, gairebé sempre excavades, vorejades per còdols i alts dics de terrenys impenetrables coberts de tocs, on els contrabandistes i els lladres de carreteres trobaven refugis inaccessibles. Amb aquestes carreteres, amb camps tan ben disposats a amagar-se, amb aquestes línies d'arbres que no permetien que la vista s'estengués a més de cent metres, el territori del districte de Fougères ho presentava tot que hi ha més favorables per a una guerra de partidaris i emboscats." | » |

A la terra de les falgueres; els chouans compten amb el suport de la majoria de la població que els allotja, els proporciona menjar i els informa sobre les posicions dels republicans. Els cantons de Fougères-Nord i Fougères-Sud són totalment propietat dels chouans. Els municipis del cantó d'Antrain són republicans excepte La Fontenelle, Saint-Ouen-la-Rouërie, que són Chouannes i Bazouges-la-Pérouse que és compartida. Els cantons de Saint-Brice-en-Coglès i Louvigné-du-Désert s'adquireixen principalment als chouans, però tenen alguns municipis patriòtics: Le Loroux, Saint-Marc-le-Blanc, Mellé, Saint-Georges-de-Reintembault, Saint-Hilaire-des-Landes, Le Ferré, Louvigné-du-Désert, La Bazouges-du-Désert, Tremblay, Romazy i Rimou.
La ciutat de Fougeres, poblada llavors per 7.000 habitants, és principalment republicana i compta amb una guàrdia nacional de 500 homes, tot i que una gran minoria de la població és reialista, durant la guerra 200 Fougerais lluiten entre els chouans.
Els territoris d'Avranchin al nord i el país de Vitré al sud també són favorables als chouans, d'altra banda els territoris de Mayenne a l'est i especialment els municipis a l'oest, situats entre Rennes i el Pays de Fougères i de Vitré són predominantment republicans.

### Batudes republicanes
El pas dels Vendéans havent elevat de nou les campanyes, es reprèn la repressió. La comissió militar Brutus Magnier es troba a Fougères l'11 de desembre de 1793 a 5 de juny de 1794, 222 persones són jutjades, 9 condemnades a presó o deportació, 99 absoltes, 114 persones condemnades a mort i executades, incloses 44 a Fougères, tres caps exposats al campanar de Landéan, els altres executats a Rennes.
Els germans Boisguy, retornats a la terra de Fougères, van haver de començar de nou la seva vida com a proscrist. El malestar es va reprendre, el 8 de desembre, un sacerdot constitucional i diversos patriotes van ser assassinats a la Billé.
L'entorn de Fougères, Vitré i La Guerche-de-Bretagne està travessat per un exèrcit de 5.000 homes de l'exèrcit regular i 10 canons sota les ordres del general Jean-Baptiste Beaufol, dit Beaufort de Thorigny, que es dedica a colpejar al camp i als boscos, molts camperols de parròquies sospitoses van ser arrestats, es van formar guàrdies territorials als municipis patriòtics, es van establir nombrosos llocs militars i acantonaments a les ciutats per envoltar els cau de Chouans. Tanmateix, al març, la Convenció Nacional va retirar 4.000 homes del general Beaufort, que van haver de mobilitzar 2.113 guàrdies nacionals de Fougères, Vitré, La Guerche i Ernée.
Segons Pontbriand durant aquest període, els soldats republicans, per molt que es deixessin a si mateixos, es comporten amb correcció, respecten els habitants i saquegen només el necessari.
El 15 de març, el general Beaufort es va dirigir a Fougères i, segons les instruccions dels representants, va ordenar la neteja del bosc de Fougères, l'eliminació de brolles, ginestes i joncs i tots els arbres situats a la vora de la carretera. Però poc després el general Beaufort va ser cridat a l'exèrcit dels Pirineus orientals i va deixar el seu comandament al general Vachot, que, tot i jurar exterminar els chouans, no va realitzar la mateixa activitat.

### Primers atacs deChouans
Aimé du Boisguy, cansat de romandre enterrat als soterranis del bosc de Fougères i constatar la disminució de les tropes republicanes, creu que és el moment adequat per reprendre la lluita i comença a organitzar reunions de camperols formades al voltant d'un nucli de combatents i participants experimentats de la Gir de galerna.
El 24 de març es va reportar una primera escaramussa a Loroux, els patriotes van fer retrocedir els chouans allà, però van perdre dos homes morts i dos ferits. Dos dies més tard, al Virolais prop de Parcé, sis guàrdies nacionals de Saint-Marc-le-Blanc van ser assassinats en una emboscada. Al març, els patriotes de Mellé, a la recerca d'un sacerdot refractari, van saquejar les ciutats de Parigné i Villamée. Boisguy decideix llavors prendre represàlies, reuneix entre 35 i 40 homes força ben armats en aquestes parròquies i la nit del 27 al 28 de març s'apodera de Mellé, els guàrdies nacionals es troben en aquest moment a Loroux i el poble no té mitjans de defensa, els chouans afusellen l'alcalde i maten al sacerdot constitucional i després es retiren.
A principis d'abril, per ordre del general Rossignol, el general Kléber van arribar a Vitré amb 3.000 homes desplegats a l'est del departament. El general Vachot és substituït aviat per l'agent general Bernard, el comandant dels republicans a Fougères reacciona ordenant executar tots els chouans presos amb les armes a la mà, dos van ser afusellats sobretot a Fleurigné el 15 de maig i tenien el cap exposat a la porta Saint-Léonard de Fougères.
Finalment, el 10 de maig, Boisguy va reunir 200 homes al castell de Marigny a Saint-Germain-en-Coglès i va atacar Saint-Étienne-en-Coglès, sis republicans, inclòs un capità, van morir contra un Chouan durant la lluita, després va carregar a Saint-Brice-en-Coglès, on moren altres dos republicans. 40 homes de la guàrdia nacional de Saint-Hilaire-des-Landes van llavors a trobar-se amb els chouans però cauen en una emboscada. Els republicans van oposar una bona resistència, però es van veure obligats a retirar-se; van matar tres homes contra dos ferits pels chouans.
Aquesta petita victòria va produir un gran efecte al camp i molts joves camperols es van unir a Boisguy, que ja no estava "reduït a buscar asil a les coves". Comença a organitzar les seves tropes, es nomenen capitans de la parròquia i intenta adquirir municions; en això, els insurgents són ajudats per habitants urbans, particularment dones, que compren o roben els soldats cartutxos que donen als chouans.
No obstant això, poc temps després, un grup de 60 chouans va ser atacats al poble de Touche, a Landéan, deu chouans, inclòs el líder, Bouéton, van morir.
El 24 de juny, cinc soldats republicans van morir en una emboscada a Landéan. El 26 de juny, amb 120 homes, Boisguy estableix una nova emboscada per a un destacament del batalló d'Orleans, sis republicans són assassinats, mentre que els chouans no tenen víctimes. Després d'aquestes accions, el general Humbert arriba a reforç de Vitré amb 400 soldats, Boisguy, després, canvia de tàctica, dispersa les seves tropes instruint als seus capitans de formar petites bandes i assetjar els republicans disparant només sobre les cues de les columnes o sobre els perseguidors i, preferentment, al vespre per preocupar-se i mantenir-los constantment en alerta.
No obstant això, aquest tipus de guerra no deixa descansar a Boisguy constantment en alerta, no es pot prendre amb seguretat ni menjar a casa, segueix nombroses escaramusses on cada partida pot sorprendre a la part contrària. Tanmateix, als ulls dels republicans, la situació sembla estar calmant-se i els chouans ja no es denuncien fins a la nit.
Aleshores, el 12 de juliol, Boisguy va reunir 800 homes i va atacar Le Châtellier, on els republicans havien establert un lloc de 60 soldats enmig de les parròquies de Chouan. No obstant això, els soldats van construir atrinxeraments i l'atac va ser un fracàs. 12 Chouans van morir i 17 van resultar ferits, inclòs Louis Picquet du Boisguy, que va tenir el braç destrossat per una bala i va haver de ser-li amputat.
Poc després, Boisguy va escoltar per primera vegada el comte Joseph de Puisaye, que va proposar reunir els chouans al seu comandament. Aquest últim li va fixar una cita a La Chapelle-Saint-Aubert, Boisguy hi va anar amb 300 homes, però Puisaye no es va presentar, al contrari, els chouans van ser atacats per diversos destacaments republicans que Boisguy va vèncer un darrere d'un altre. Els republicans van fugir i van ser perseguits fins als afores de Fougères. Boisguy només ha matat un home, però una part de les seves tropes comandades pel cavaller de Bailleroche empeny massa endavant i al seu torn cau en una emboscada prop de Fougères; 10 chouans van morir i 22 van resultar ferits mentre el cavaller de Bailleroche va ser capturat i afusellat.
El 20 d'agost, Boisguy, juntament amb diversos caps bretons d'Ille-et-Vilaine, Morbihan i Côtes-du-Nord, van signar una proclama escrita per Joseph de Puisaye dirigida als republicans i, per tant, el va reconèixer com a cap. Llavors Puisaye va nomenar Pierre Dezoteux de Cormatin per al seu major-general, i després es va embarcar al setembre cap a Londres per obtenir el suport dels anglesos i del comte d'Artois.

### Disminució dels combats
Però a l'agost, el país està cobert de cantons; un exèrcit que ha d'anar a Bretanya arriba al país de Fougères, i hi roman fins a finals de setembre. Davant d'aquestes tropes, Boisguy dona l'ordre de suspendre els combats, els camperols tornen a les seves granges mentre els caps i alguns homes romanen amagats. Les tropes republicanes estan allotjades entre els camperols, però cometen, segons el mateix Pontbriand, molt poc saqueig:
| « | "«Du Boisguy encara estava obligat a dispersar les seves tropes. Com que aquesta massa de soldats era estrangera al país, la majoria dels du Boisguy van reprendre la feina al camp i van viure amb les seves famílies amb els republicans; els altres es van quedar amagats amb els seus líders. Du Boisguy va defensar tota hostilitat i va instar els habitants a donar la benvinguda als soldats a casa seva; va pensar que hi estaven poc temps. Els primers dies, totes les campanyes es van cobrir amb columnes mòbils i patrulles molt fortes que creuaven en totes direccions de nit i de dia, però van fer poc mal, perquè els oficials veient el país tranquil, aviat van acabar amb aquest dolorós servei, i els soldats, sense trobar resistència enlloc, es van conformar amb menjar i beure entre els habitants, però no els van maltractar. Només aquells que eren veïns de les parròquies patriotes van continuar sent víctimes de la ferotge dels guàrdies territorials, que van arribar a casa seva i van entusiasmar els soldats contra els seus amfitrions, però aquests darrers van mostrar més humanitat i sovint eren els va veure protegir-los i forçar la retirada dels guàrdies territorials. Així que vam sentir que els patriotes es queixaven de l'esperit que regnava en aquest exèrcit, que, segons ells, era més amic que enemic dels reialistes. Aquest estat de coses va durar unes sis setmanes, el país estava omplert d'una gran càrrega, però durant aquest temps gaudeix d'una mena de tranquil·litat. Els soldats havien ajudat gairebé a tot arreu als habitants a conrear i vivien tots junts quan, cap al 20 de setembre, va arribar de sobte l'ordre d'aixecar els acantonaments, perquè l'exèrcit tenia una altra destinació." | » |

 El 27 de setembre, per una banda, els representants en missió prometen amnistia a tots els insurrectes que dipositen les armes, i per l'altra proclamen que qualsevol chouan que es pugui prendre amb les armes serà afusellat. Aquesta proclamació té poc efecte, els administradors només esmenten el retorn de 45 chouans, incloses 9 dones. El 14 d'octubre, va declarar que qualsevol ciutadà del camp hauria de portar una targeta cívica amb la prohibició de no desviar-se més d'una llegua de casa amb la pena de ser tractat com a sospitós i castigat com a tal. El ciutadà que donarà asil a un emigrant o a un sacerdot refractari serà castigat amb la mort.
Boisguy va organitzar les seves tropes, cada parròquia, que proporcionava almenys vint combatents, formava una companyia dirigida per un capità. Al setembre, l'arrondissement es va dividir en dues zones, Boisguy va reservar la part nord i va confiar el territori del sud a un dels seus amics Auguste Hay de Bonteville i li va confiar l'organització de les empreses per nomenar oficials i suboficials mentre conservant els ja nomenats i procurant munició. Al mateix temps, Boisguy busca escoltar la insurrecció a Avranchin al nord, a Normandia confia el comandament a Marie Eugène Charles Tuffin de La Rouërie, cosina del cap de l'Associació Bretona, ajudada per Dauguet, coneguda com a "Fleur de rosa". Entre els altres caps hi ha François Louis Angenard, conegut com a Francoeur, Michel Larchers-Louvières, sobrenomenat "Hoche"; el cavaller de Saint-Gilles, conegut com a "Du Guesclin"; François Poirier, conegut com a "Sans-Chagrin" i Julien Saulcet, conegut com a "Duval".
A l'octubre, els chouans van organitzar diverses concentracions, Boisguy a Parigné comptava amb 600 homes, Bonteville va reunir 400 homes a Dompierre-du-Chemin i Dauguet 120 a prop de Saint-James, els republicans van ser informats però no van reaccionar, Boisguy estava satisfet amb atacar un lloc de 25 homes a La Verrie al nord de Fougères, que va caure sobre la ciutat sense lluitar.

Però des del començament dels combats, s'han comès nombrosos assassinats, resolució de desenes i actes de venjança. Els administradors republicans denuncien els assassinats comesos diàriament pels chouans, Pontbriand també esmenta incursions i assassinats realitzats pels republicans en particular pels patriotes del país i els assassinats de camperols i dones pels soldats republicans. Els darrers dies de l'any 1794, un administrador informa:
| « | ""El nombre de víctimes immolades pels chouans al nostre entorn, del 12 d'octubre al 5 de desembre, és de vint-i-un, gairebé tots els funcionaris públics i lloables pel seu patriotisme. Allí es distingeix, entre d'altres, Berthelot, oficial municipal de Ferré, massacrat, amb el cap tallat i lligat a un arbre; Aussant, oficial municipal de Montours; Mariau, alcalde de Saint-Sauveur; Anger, alcalde de Billé, i diverses dones." | » |